# Physma byrsaeum
Physma byrsaeum är en lavart som först beskrevs av Erik Acharius, och fick sitt nu gällande namn av Edward Tuckerman. Physma byrsaeum ingår i släktet Physma och familjen Collemataceae.   Inga underarter finns listade i Catalogue of Life.